# پی‌یرو خله
پی‌یرو خله (به فرانسوی: Pierrot le Fou) فیلمی است ساختهٔ ژان-لوک گدار، کارگردان فرانسوی، محصول سال ۱۹۶۵. این فیلم را یکی از نقاط اوج موج نوی فرانسه می‌دانند.

## خلاصه داستان
فردینان یا همان پی‌یرو (با بازی ژان‌پل بلموندو) از زندگی مرفه بورژوایش در پاریس خسته شده‌است. وقتی از یک کوکتل پارتی کسالت‌بار تنها به خانه برمی‌گردد ناگهان تصمیم می‌گیرد همسر و فرزندانش را رها کند و با پرستار بچه‌هایش، ماریان رنوآر (با بازی آنا کارینا)، که دوست‌دختر سابقش هم هست، فرار کند. وقتی به خانه ماریان می‌رود متوجه می‌شوند جسدی در خانه افتاده‌است و حالا گانگسترهای الجزایری هم دنبالشان هستند. او و ماریان ماشینی می‌دزدند و سفرشان را آغاز می‌کنند. در نهایت به دریا می‌رسند و در جزیره‌ای به نام کوت دازور ساکن می‌شوند. فردینان که به آرامشی که می‌خواست رسیده اوقات خود را با شعر خواندن و شعر گفتن می‌گذراند. پس از مدتی ماریان بی‌قرار می‌شود و تصمیم می‌گیرد سراغ برادرش برود. به محض این که از جزیره خارج می‌شوند با گانگسترها روبه‌رو می‌شوند. در نهایت موفق می‌شوند از چنگ گانگسترها فرار کنند. مدتی از یکدیگر جدا می‌شوند اما ماریان دوباره برمی‌گردد و نقشه‌ای می‌کشد که چمدان پر از پول دزدی را پیدا کنند.

## بازیگران
- ژان-پل بلموندو در نقش فردینان گریفون موسوم به «پیرو»
- آنا کارینا در نقش ماریون رنوآر
- گراتسیلا گالوانی در نقش ماریا گریفون
- دیرک سندرز در نقش فِرِد
- جیمی کروبی در نقش کوتوله
- راجر دوتویت در نقش گنگستر شمارهٔ ۱
- هانس مایر در نقش گنگستر شمارهٔ ۲
- ساموئل فولر در نقش خودش
- شاهزاده آچا آبادی در نقش خودش
- الکسیس پولیاکوف در نقش سیلور
- ریموند دیووس در نقش مرد شعر
- لاسلو سابو در نقش لاسلو کوآچ، تبعید سیاسی
- ژان-پیر لئو در نقش مرد جوان در سینما
- ژرژ استاکت در نقش استاکت
- هنری اتال در نقش فرد منتظر در پمپ بنزین
- دومینیک زاردی در نقش فرد منتظر در پمپ بنزین
- کریستا نل

## تولید فیلم
- فیلم‌برداری  پی‌یرو خله دو ماه طول کشید. ابتدا در جزیره کوت دازور و بعد در پاریس، دقیقاً برعکس ترتیب وقایع داستان.
- فیلم‌برداری فیلم را رائول کوتار برعهده داشت که تا آن زمان تمام فیلم‌های گدار را فیلم‌برداری کرده بود. تهیه‌کننده نیز همان تهیه‌کننده همیشگی گدار، ژرژ دو بورگار بود.
- ژان‌پیر لئو، یکی از بازیگران محبوب گدار، کار دستیاری کارگردان را انجام داد.
- صحنه ابتدایی مهمانی، با فیلترهای رنگی متعددی فیلم‌برداری شده تا یادآور تبلیغات تلویزیونی ماشین و لوازم آرایشی باشد.
- ساموئل فولر کارگردان در نقش خودش در مهمانی ظاهر می‌شود و تعبیری از سینما ارائه می‌کند که بعداً بارها تکرار می‌شود: «سینما عواطف است».[۳]

## جوایز
- برنده جایزه ساترلند از بنیاد فیلم بریتانیا (۱۹۶۵)[۴]